# Liste der Baudenkmale in Meiersberg
In der Liste der Baudenkmale in Meiersberg sind alle denkmalgeschützten Bauten der vorpommerschen Gemeinde Meiersberg und ihrer Ortsteile aufgelistet. Grundlage ist die Veröffentlichung der Denkmalliste des Kreises Uecker-Randow mit dem Stand vom 1. Februar 1996. 

## Baudenkmale nach Ortsteilen

### Meiersberg
| ID | Lage                   | Bezeichnung                                   | Beschreibung | Bild   |
| -- | ---------------------- | --------------------------------------------- | ------------ | ------ |
|    | Dorfstraße 37 (Karte)  | Forsthof mit Wohnhaus und Stall               |              |        |
|    | Dorfstraße 63 (Karte)  | ehem. Schule                                  |              |        |
|    | Dorfstraße 64 (Karte)  | Wohnhaus                                      |              |        |
|    | Dorfstraße 151 (Karte) | Wohnhaus mit Stallscheune und 2 Nebengebäuden |              |        |
|    | Dorfstraße 152 (Karte) | Wohnhaus                                      |              |        |
|    | (Karte)                | Friedhofskapelle                              |              |        |
|    | (Karte)                | Kirche                                        |              | Kirche |

## Quelle
- Bericht über die Erstellung der Denkmallisten sowie über die Verwaltungspraxis bei der Benachrichtigung der Eigentümer und Gemeinden sowie über die Handhabung von Änderungswünschen (Stand: Juni 1997)

- Karte mit allen Koordinaten:
- OSM |
- WikiMap